# Antherostele callophylla
Antherostele callophylla är en måreväxtart som beskrevs av Cornelis Eliza Bertus Bremekamp. Antherostele callophylla ingår i släktet Antherostele och familjen måreväxter. Inga underarter finns listade i Catalogue of Life.